# Jerzy Musiałek
Jerzy Musiałek (ur. 14 października 1942 w Gliwicach, zm. 15 stycznia 1980 tamże) – polski piłkarz, występujący na pozycji napastnika. Trzynastokrotny reprezentant Polski.

## Kariera klubowa
Musiałek przez wiele lat związany był z Górnikiem Zabrze. W barwach tej drużyny zdobył sześciokrotnie tytuł mistrza Polski oraz czterokrotnie zwyciężał w rozgrywkach Pucharu Polski. W jego bogatym dorobku znajduje się również Puchar Holandii zdobyty z NAC Breda.

## Kariera reprezentacyjna
Musiałek w reprezentacji zadebiutował w spotkaniu z RFN 8 października 1961. Rozegrał w niej w sumie 13 spotkań, w których strzelił jedną bramkę.

## Występy za granicą
| Kraj     | Zespół    | Pozycja   | Uwagi          | Źródło/przypisy |
| Holandia | NAC Breda | napastnik | puchar krajowy | [ 1 ]           |

## Kariera trenerska
Był trenerem lidera klasy „M”, Górnika Knurów, prowadząc zajęcia jeszcze w dzień swojej śmierci, zmarł na zawał serca 15 stycznia 1980.